# Večernji list
Večernji list (poznat i pod nadimkom Večernjak) hrvatske su dnevne novine sa sjedištem u Zagrebu. Večernji list izlazi od 1. srpnja 1959. godine, a izdaje ga tvrtka Večernji list d.o.o.  Njegova naklada iznosi između 30 000 i 40 000 prodanih primjeraka dnevno, čime je prema istraživanjima AZTN-a iz 2021. godine o tržištu tiska zauzeo drugu poziciju po visini naklade, odmah iza dnevnih novina 24sata te ispred Jutarnjeg lista. 
Novine se tiskaju na formatu berliner dok se izdanja subotom i nedjeljom od 2020. tiskaju na velikom formatu te su podijeljene u „lage” pri čemu svaka predstavlja rubriku za sebe. Subotnje i nedjeljno izdanje razlikuje se i po grafičkoj obradi te opremi tekstova i po objavljivanju ekskluzivnih reportaža, istraživačkih serijala, velikih životnih ispovijesti, intervjua, kolumni i dubinskih analiza, s kvalitetnom fotografijom i infografikom. Nakon što je Večernji list vikendom prešao na veliki format zabilježen je rast prodaje za oko 30 posto.[nedostaje izvor]
U fokusu uredništva su teme iz politike i kulture, sporta i showbizza, a list u ideološkom smislu zastupa vrijednosnu politiku centra.[nedostaje izvor] Večernji list izdavač je i dnevnih novina Poslovni dnevnik te specijaliziranih magazina, mjesečnika i časopisa Vojna povijest, Ordinacija, Diva, Living. 
Večernji list prisutan je na internetu s portalom vecernji.hr, koji je prema istraživanju Gemiusa drugi najčitaniji web portal u Hrvatskoj, odmah iza portala 24sata.[nedostaje izvor] U lipnju 2021. godine Večernji list krenuo je, po uzoru na utjecajne europske i svjetske medije, s naplatom digitalnog sadržaja koji se nalazi u rubrici Premium. 
Uredništvo je lansiralo Večernji TV u sklopu kojeg nekoliko puta u tjedno u Večernjakovu studiju gostuju osobe iz javnog života, a sadržaj se emitira uživo na portalu i službenim društvenim mrežama Večernjeg lista. Neki od istaknutih i nagrađivanih novinara koji su pisali za Večernji list jesu Miljenko Jergović, Dražen Lalić, Ljubo Jurčić, Mate Mijić, Zvonimir Despot, Denis Derk, Milan Ivkošić, Darko Pavičić, Ivan Hrstić, Goran Gerovac, Juraj Filipović, Zoran Vitas, Branimir Pofuk, Tomislav Krasnec, Hassan Haidar Diab, Marinko Jurasić, Iva Boban Valečić, Sandra Veljković, Josip Bohutinski, Ljubica Gatarić, Petra Maretić Žonja, Renata Rašović, Tomislav Dasović, Dea Redžić. 
Večernji list organizator je projekata poput Večernjakove ruže, Hrvatske pameti Hrvatskoj, Večernjakove turističke patrole, OPG-Zlata vrijedan, Hrvata koji su mijenjali svijet te multimedijske izložbe Hrvatska svijetu. Večernji list izdaje knjige iz područja politike, sporta, kulture i povijesti. Večernji list je 2019. prema neovisnom autoritetu za priznavanje brend Superbrandsu ocijenjen najkvalitetnijim u svojoj kategoriji dnevnih novina.[nedostaje izvor]

## Povijest
Predak Večernjeg lista je Večernji vjesnik, koji se prvi puta pojavio na 24 stranice formata A3 (berliner) dne 2. lipnja 1957. godine. Glavni i odgovorni urednik bio je Stjepan Cerjan. Taj dnevnik je dvije godine kasnije spojen sa starijim zagrebačkim dnevnikom Narodnim listom, pa je tom prilikom i naziv dvojih novina spojen u Večernji list.
Večernji list je s glavnim i odgovornim urednikom Davorom Šošićem preuzeo blagu tabloidnu koncepciju, stavljajući naglasak na vijesti koje zanimaju tzv. „malog čovjeka”, običnog građanina, kojemu su bile namijenjene i kolumna Embargo  (utemeljio ju je Mirko Bilić) i strip Grga Ice Voljevice. Dnevna prodana naklada je s prosječno oko 60 000 prodanih primjeraka ubrzo udvostručena, a nastavila je rasti i pod kasnijim glavnim urednicima, pa je u doba glavnog urednika Stjepana Andrašića s nakladom od 342 500 primjeraka Večernji list postao najprodavanije dnevne novine u tadašnjoj Jugoslaviji, a naklada je i dalje rasla: na 351 895 primjeraka 1985., te 370 120 1986. godine.
Godine 1990. Večernji list je izdvojen iz kuće Vjesnik, a njegovo vlasništvo je preuzela država, u čije ime su u vlasničkoj strukturi bili Fond za privatizaciju i Fond Mirovinskog osiguranja s 86 posto dionica, a uposlenicima je ostalo 13 posto. Većinski vlasnici su Večernji list privatizirali 1998. godine, pod uvjetima koje su, po riječima tadašnjeg predsjednika Republike Stjepana Mesića 2000., dogovorili „na sastanku u Predsjedničkim dvorima još 13. studenoga 1997. godine” Franjo Tuđman (u to doba predsjednik Republike) i Ivić Pašalić. Večernji list je preuzeo Caritas Fund Ltd. s Djevičanskih Otoka, osnovan samo nekoliko dana ranije za taj posao, a hrvatskoj javnosti nisu navedeni vlasnici, tj. ulagači tog Fonda, što je konstatirala i Državna revizija Revizija je konstatirala i da je vrijednost dionica prepolovljena u dvije godine vlasništva tog Fonda. Od 2000. godine Večernji list djeluje u sklopu austrijskog medijskog koncerna Styria Medien AG koji je prekupio taj list.
Prema anketi GfK Centra za istraživanje tržišta iz 2001. godine, Večernji list je vodeći nacionalni list u zemlji, s jakim regionalnim izdanjima.
Večernji list je projektom „Nogomet srcem” 2006. osvojio treće mjesto na natjecanju Ifra Cross Media Award 2006, za praćenje Svjetskog prvenstva u nogometu.

## Izdanja
- Dalmacija
- Istra – Primorje – Lika
- Slavonija i Baranja
- Podravina i Bilogora
- Varaždin i Međimurje]]
- Zagorje
- Sisak
- Karlovac
- Zagreb
- Bosna i Hercegovina
- međunarodno izdanje

## Glavni urednici
Kroz povijest najnakladnijih hrvatskih dnevnih novina, Večernji list je vodilo 11 glavnih urednika:
- Tomislav Golubović (od 1959. do 1961.)
- Mirko Bilić (od 1961. do 1963.)
- Vera Vrcić (od 1963. do 1968.)
- Davor Šošić (od 1968. do 1972.)
- Milan Bekić (od 1972. do 1975.)
- Drago Šubić (od 1975. do 1983.)
- Stjepan Andrašić (od 1983. do 1990.)
- Ivo Lajtman (od 1990. do 1992., a nakon smrti, kraće vrijeme zamjenjivao ga je v.d. Vinko Česi, do novog gl. urednika)
- Branko Tuđen (od 1992. do 2001.)
- Ružica Cigler (od 2001. do 2005.)
- Miljenko Manjkas (od 2005. do 2006.)
- Goran Ogurlić (od 2006.)[3]
- Dražen Klarić (od 2015.)

## Prijepori
- Nastojeći biti brži od konkurencije, Večernji list je uveo praksu „forskog” izvještavanja, objavljujući vijesti o događajima koji su se imali dogoditi tek poslije slanja izdanja u tisak. Više puta se dogodilo da je objavljena vijest drukčija od događaja. Tako je u prvim izdanjima 4. travnja 1996. objavljena vijest o dolasku američkog ministra trgovine Rona Browna u Dubrovnik citiran govor koji je održao pri slijetanju, a u međuvremenu je avion s Brownom udario u brdo, ministar je poginuo, a govor nije održan.[nedostaje izvor]
- Prema medijskom istraživanju Marte Vlainić iz ožujka 2012. godine Kako hrvatske dnevne novine izvještavaju o djeci: analiza sadržaja Jutarnjeg i Večernjeg lista „na službenim internetskim stranicama Jutarnjeg i Večernjeg lista nalazi se samo određeni broj autorskih članaka, mnogo manji nego u tiskanim izdanjima. Unatoč tome, čini se da se povećava broj čitatelja koji prelaze s tiskanih na internetska izdanja novina. Kako bi povećale prodaju, dnevne novine katkada šire glasine i dezinformacije što obmanjuje čitatelje. Članci o djeci objavljeni u oba analizirana dnevnika ukazuju na nisku razinu vjerodostojnosti što se vidi u jednostranosti izvora informacija, dominaciji samo jednog izvora informacija, novinskim fotografijama kojima nije navedeno podrijetlo te izostanku citata u glavnom naslovu.”[15]
- Večernji list je 2. ožujka 2014. objavio kolumnu Davora Ivankovića pod naslovom „Savjetnici Ive Josipovića uopće nisu prošli sigurnosnu provjeru” i s podnaslovom „Ni glavni analitičar Dejan Jović nije prošao sigurnosnu provjeru, a dostupne su mu sve državne tajne”.[16] Isti dan je Ured Predsjednika dokumentirano demantirao te tvrdnje, jer je Dejan Jović sigurnosnu provjeru prošao u srpnju 2010. godine.[17]

## Poveznice
- Izdavači knjiga u Hrvatskoj

## Vanjske poveznice
- vecernji.hr - Večernji list za RH
- vecernji.ba - Večernji list za BiH